# Нарядчик
Наря́дчик — в Русском государстве выборное, подобно окладчику, должностное лицо из состава боярских детей определённого города, получавшее жалованье и, обыкновенно, уже неспособное к полковой службе.
На город, с учётом количества городовых служилых людей, выбиралось от одного до трёх нарядчиков. Перечисление нарядчиков, описание их боевой годности и экономического положения находилось в десятнях.

## Примечание
1. 1 2  Нарядчик // Энциклопедический словарь Брокгауза и Ефрона : в 86 т. (82 т. и 4 доп.). — СПб., 1890—1907.